# Liste der Biografien/Conr
Liste der Biografien |
Portal Biografien |
Personensuche
# |
A |
B |
C |
D |
E |
F |
G |
H |
I |
J |
K |
L |
M |
N |
O |
P |
Q |
R |
S |
T |
U |
V |
W |
X |
Y |
Z |
?
 
Ca |
Cb |
Cc |
Ce |
Ch |
Ci |
Cj |
Ck |
Cl |
Cm |
Cn |
Co |
Cr |
Cs |
Ct |
Cu |
Cv |
Cw |
Cy |
Cz
 
Coa–Cod |
Coe–Cok |
Col |
Com |
Con |
Coo–Coq |
Cor |
Cos |
Cot |
Cou |
Cov |
Cow |
Cox |
Coy |
Coz
 
Cona |
Conb |
Conc |
Cond |
Cone |
Conf |
Cong |
Conh |
Coni |
Conj |
Conk |
Conl |
Conn |
Cono |
Conq |
Conr |
Cons |
Cont |
Conu |
Conv |
Conw |
Cony |
Conz
Die Liste der Biografien führt alle Personen auf, die in der deutschsprachigen Wikipedia einen Artikel haben. Dieses ist eine Teilliste mit 297 Einträgen von Personen, deren Namen mit den Buchstaben „Conr“ beginnt.

## Conr

### Conra

#### Conrad
- Conrad von Aufseß, Ritter und Amtmann in Hof
- Conrad von Eybesfeld, Sigmund (1821–1898), österreichischer Beamter und Politiker
- Conrad von Hailfingen genannt Boltringer († 1427), württembergischer Vogt in Reichenweier
- Conrad von Heydendorff, Michael der Ältere (1730–1821), siebenbürgischer Chronist, Historiker und Bürgermeister
- Conrad von Heydendorff, Samuel (1647–1727), siebenbürgischer Verwaltungsbeamter
- Conrad von Hötzendorf, Franz (1852–1925), österreichischer Feldmarschall und Generalstabschef im Ersten WeltkriegFranz Conrad von Hötzendorf (1852–1925)

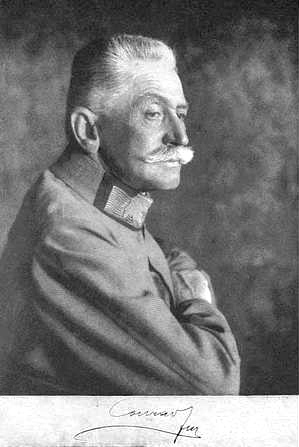
Franz Conrad von Hötzendorf (1852–1925)

- Conrad von Hötzendorf, Gina (1879–1961), langjährige Geliebte und zweite Ehefrau von Franz Conrad von Hötzendorf
- Conrad von Soest, deutscher Maler, Hauptmeister der westfälischen Malerei, des sogenannten „weichen Stils“
- Conrad, Adalbert von (1848–1928), deutscher Verwaltungsbeamter, Rittergutsbesitzer und Parlamentarier
- Conrad, Agnes (* 1997), deutsche Politikerin (Die Linke)
- Conrad, Albert (1837–1887), deutscher Kunstmaler und Bildhauer
- Conrad, Albert (1910–1985), deutscher Fußballspieler
- Conrad, Alberto (* 1910), bolivianischer Schwimmer
- Conrad, Alex (1900–1959), argentinischer klassischer Pianist und Musikpädagoge
- Conrad, Alexander (1867–1926), sächsischer Generalmajor
- Conrad, Alexander (* 1966), deutscher Fußballspieler
- Conrad, Alfred von (1852–1914), deutscher Verwaltungsjurist in Preußen
- Conrad, Andreas, deutscher Opernsänger (Tenor)
- Conrad, Anne (* 1959), deutsche Hochschullehrerin
- Conrad, Armand (1922–2010), französischer Jazzmusiker
- Conrad, Armin (* 1950), deutscher Journalist
- Conrad, Arthur (1910–1948), deutscher Mitarbeiter im Kommandanturstab des KZ Ravensbrück
- Conrad, Bastian (* 1941), deutscher Neurologe
- Conrad, Bernadette (* 1963), deutsche Journalistin und Schriftstellerin
- Conrad, Bernhard (* 1981), deutscher Schauspieler und Sprecher
- Conrad, Brian (* 1970), US-amerikanischer Mathematiker
- Conrad, Carl Eduard (1830–1906), siebenbürgischer Politiker
- Conrad, Carl Emanuel (1810–1873), deutscher Architekturmaler
- Conrad, Carolin (* 1976), deutsche SchauspielerinCarolin Conrad (* 1976)

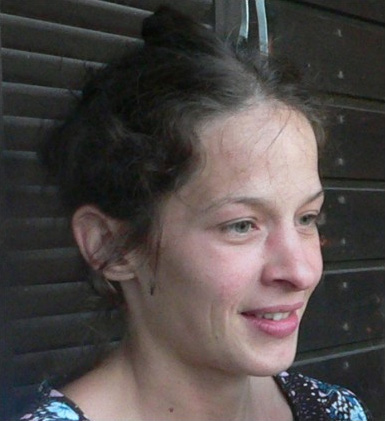
Carolin Conrad (* 1976)

- Conrad, Casper H. Jr. (1872–1954), US-amerikanischer Offizier, Brigadegeneral der US Army
- Conrad, Cecilia (* 1955), amerikanische Ökonomin
- Conrad, Charles Magill (1804–1878), US-amerikanischer Politiker
- Conrad, Chris (* 1970), US-amerikanischer Schauspieler
- Conrad, Christian, deutscher Volkswirt
- Conrad, Christian (1971–2019), deutscher Sounddesigner und Komponist
- Conrad, Christiane (* 1949), deutsche Künstlerin der Konkreten Kunst
- Conrad, Christoph (* 1956), deutscher Historiker
- Conrad, Christwart (* 1957), deutscher Spieleautor
- Conrad, Clyde Lee (1947–1998), US-amerikanischer SpionClyde Lee Conrad (1947–1998)

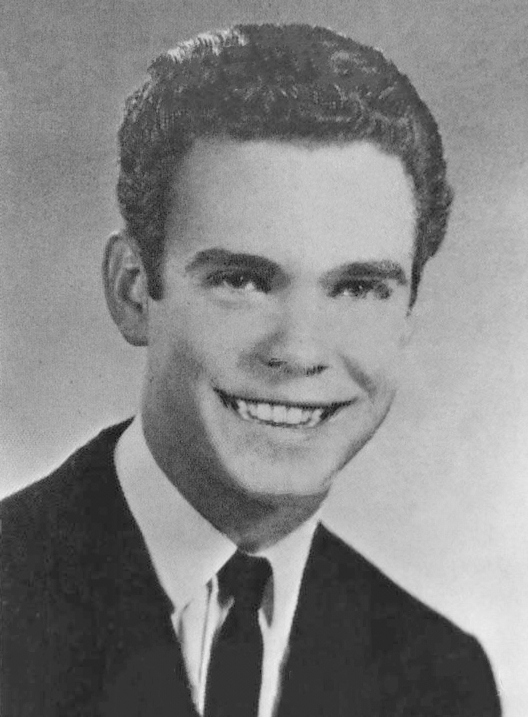
Clyde Lee Conrad (1947–1998)

- Conrad, Con (1891–1938), amerikanischer Komponist und Musikproduzent
- Conrad, Conny (1958–2021), deutscher Musiker und Musikproduzent
- Conrad, Cornelia (* 1956), deutsche Politikerin (FDP), MdL
- Conrad, David (* 1967), US-amerikanischer Schauspieler
- Conrad, Didier (* 1959), französisch-schweizerischer Comiczeichner
- Conrad, Diethelm (1933–2011), deutscher evangelischer Theologe und Archäologe
- Conrad, Dominikus I. (1740–1819), deutscher Zisterzienserabt
- Conrad, Donat, deutscher Politiker, Dresdner Ratsherr und Bürgermeister
- Conrad, Earl (1912–1986), US-amerikanischer Schriftsteller und Journalist
- Conrad, Elfi (* 1944), deutsche Schriftstellerin
- Conrad, Elsa (1887–1963), deutsche Aktivistin der lesbischen Szene im Berlin der 1920er Jahre
- Conrad, Emil (1857–1917), deutscher Opernsänger
- Conrad, Emil (1885–1967), deutscher Autor und Sammler, erster Direktor des Wilhelm-Busch-Museums
- Conrad, Ernst (1858–1930), deutscher Richter
- Conrad, Fabian (* 1985), deutscher Triathlet
- Conrad, Ferdinand (1898–1956), deutscher Jockey
- Conrad, Frank (1874–1941), US-amerikanischer Rundfunkpionier
- Conrad, Franz-Josef (1944–1985), deutscher Politiker (CDU), MdB
- Conrad, Frederick (1759–1827), US-amerikanischer Politiker
- Conrad, Fritz (1883–1944), deutscher Konteradmiral im Zweiten Weltkrieg
- Conrad, Frowin (1833–1923), Schweizer Priester, Benediktiner und erster Abt von Conception Abbey
- Conrad, Gabriele (* 1952), deutsche Filmregisseurin und Kulturredakteurin
- Conrad, Georg Friedrich, bayerischer Jurist und der erste Landrichter in Bad Kissingen
- Conrad, Gerhard (1895–1982), deutscher Generalleutnant der Luftwaffe im Zweiten Weltkrieg
- Conrad, Gerhard (* 1954), deutscher Islamwissenschaftler und BND-MitarbeiterGerhard Conrad (* 1954)

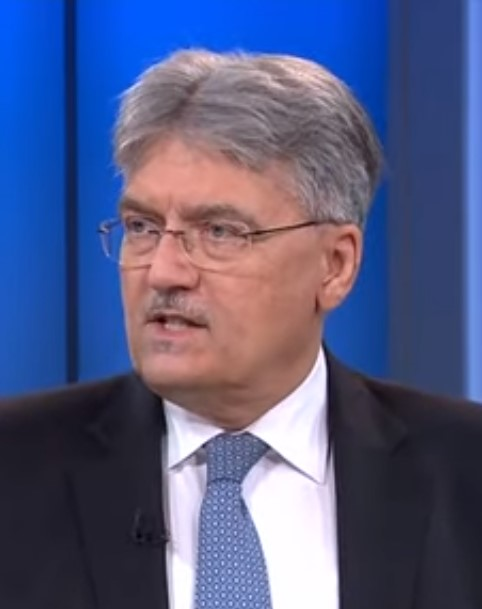
Gerhard Conrad (* 1954)

- Conrad, Gianin (* 1979), Schweizer bildender Künstler
- Conrad, Gustav Adolph (1841–1903), siebenbürgischer Forstwissenschaftler, Natur- und Heimatkundler, Begründer der siebenbürgischen Forstwissenschaft
- Conrad, Hans G. (1926–2003), Schweizer Fotograf und Gestalter
- Conrad, Harald (* 1966), deutscher Volkswirt und Japanforscher
- Conrad, Heinrich (1866–1918), deutscher Schriftsteller und Übersetzer
- Conrad, Heinrich (1888–1941), memelländischer Politiker
- Conrad, Herbert (1923–1985), deutscher Unternehmer in Bremen
- Conrad, Herbert von (1880–1946), deutscher Verwaltungsbeamter und Rittergutsbesitzer
- Conrad, Hermann (1814–1885), deutscher Rittergutsbesitzer und Politiker
- Conrad, Hermann (1889–1959), deutscher Heimatforscher
- Conrad, Hermann (1904–1972), deutscher Rechtshistoriker
- Conrad, Hildegard (1916–2003), deutsche Filmeditorin der DEFA
- Conrad, Holmes (1840–1915), US-amerikanischer Jurist, Politiker und United States Solicitor General
- Conrad, Ignatius (1846–1926), Priester, Benediktiner und 1. Abt von Neu-Subiaco
- Conrad, Jan-Friedrich (* 1964), deutscher Komponist, Publizist und Heilpraktiker für Psychotherapie
- Conrad, Janet (* 1963), US-amerikanische Physikerin und Forscherin
- Conrad, Jimmy (* 1977), US-amerikanischer Fußballspieler
- Conrad, Jo (* 1958), deutscher Verschwörungstheoretiker
- Conrad, Joachim (* 1935), deutscher evangelischer Theologe
- Conrad, Joachim (* 1961), deutscher Pfarrer und Theologe, Krankenhausseelsorger, Hochschullehrer, Sachbuchautor und Herausgeber
- Conrad, Johannes (1839–1915), deutscher Nationalökonom
- Conrad, Johannes (1929–2005), deutscher Schriftsteller und Satiriker
- Conrad, Joseph (1857–1924), britischer SchriftstellerJoseph Conrad (1857–1924)

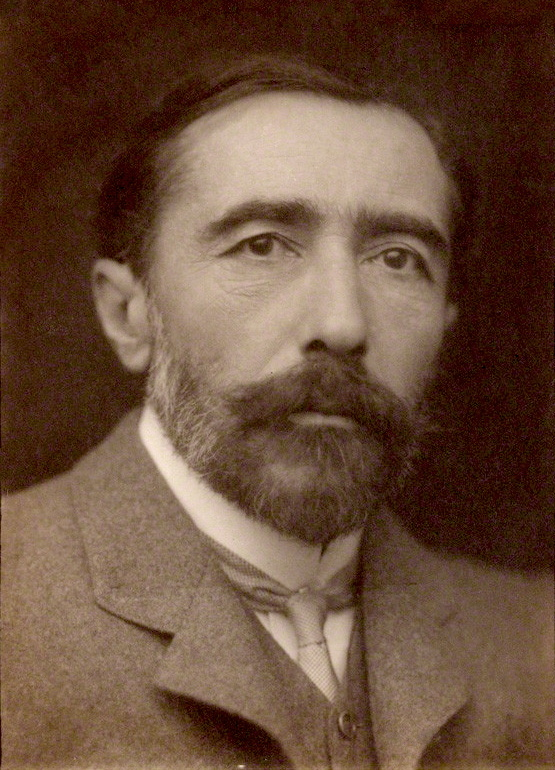
Joseph Conrad (1857–1924)

- Conrad, Kent (* 1948), US-amerikanischer Politiker
- Conrad, Kevin (* 1990), deutscher Fußballspieler
- Conrad, Klaus (1905–1961), deutscher Neurologe und Psychiater
- Conrad, Klaus (1930–2002), deutscher Mediävist, Historiker und Diplomatiker
- Conrad, Klaus (* 1936), deutscher Unternehmer
- Conrad, Klaus (1940–2015), deutscher Wirtschaftsmathematiker und Hochschullehrer
- Conrad, Kurt (1911–1982), deutscher Politiker (SPD), MdL, MdEP
- Conrad, Kurt (1919–1994), österreichischer Hausforscher und Museumsleiter
- Conrad, Lars (* 1976), deutscher Schwimmer
- Conrad, Lauren (* 1986), US-amerikanische SchauspielerinLauren Conrad (* 1986)

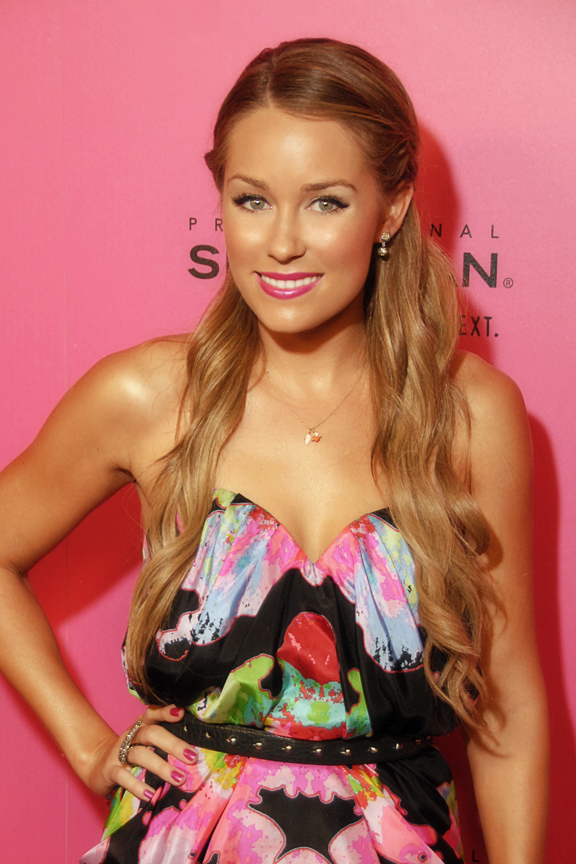
Lauren Conrad (* 1986)

- Conrad, Lawrence I. (* 1949), britischer Islamwissenschaftler
- Conrad, Levin (* 1998), Schweizer Unihockeyspieler
- Conrad, Marc (* 1960), luxemburgischer Filmproduzent und Medienmanager
- Conrad, Marcus (* 1970), deutscher Biologe
- Conrad, Margit (* 1952), deutsche Politikerin (SPD), MdL, MdB
- Conrad, Margrit (1918–2005), Schweizer Sängerin (Alt)
- Conrad, Markus (* 1973), deutscher Kommunalpolitiker (CDU), Bürgermeister
- Conrad, Mattli (1745–1832), Schweizer reformierter Pfarrer, Romanist und Rätoromonanist
- Conrad, Maurice (* 2000), deutscher Klimaschutz-Aktivist sowie Politiker der Piratenpartei
- Conrad, Max (1848–1920), deutscher Chemiker
- Conrad, Michael (1925–1983), US-amerikanischer Schauspieler
- Conrad, Michael Georg (1846–1927), deutscher Schriftsteller des Naturalismus und Politiker (DtVP), MdR
- Conrad, Michael J. (1933–2023), US-amerikanischer Offizier, Generalleutnant der US-Army
- Conrad, Michaela (* 1968), deutsche Theater- und Filmschauspielerin sowie Regisseurin
- Conrad, Nils (* 1994), Schweizer Unihockeyspieler
- Conrad, Nils (* 2001), deutscher Handballspieler
- Conrad, Oliver (* 1962), US-amerikanischer Designer
- Conrad, Otto (1876–1943), österreichischer Nationalökonom
- Conrad, Otto (1901–1988), südwestdeutscher Lehrer und Heimatforscher
- Conrad, Paul (1865–1927), deutscher evangelischer Theologe
- Conrad, Paul (1924–2010), US-amerikanischer Karikaturist
- Conrad, Paula (1860–1938), österreichisch-deutsche Theaterschauspielerin
- Conrad, Pete (1930–1999), US-amerikanischer AstronautPete Conrad (1930–1999)

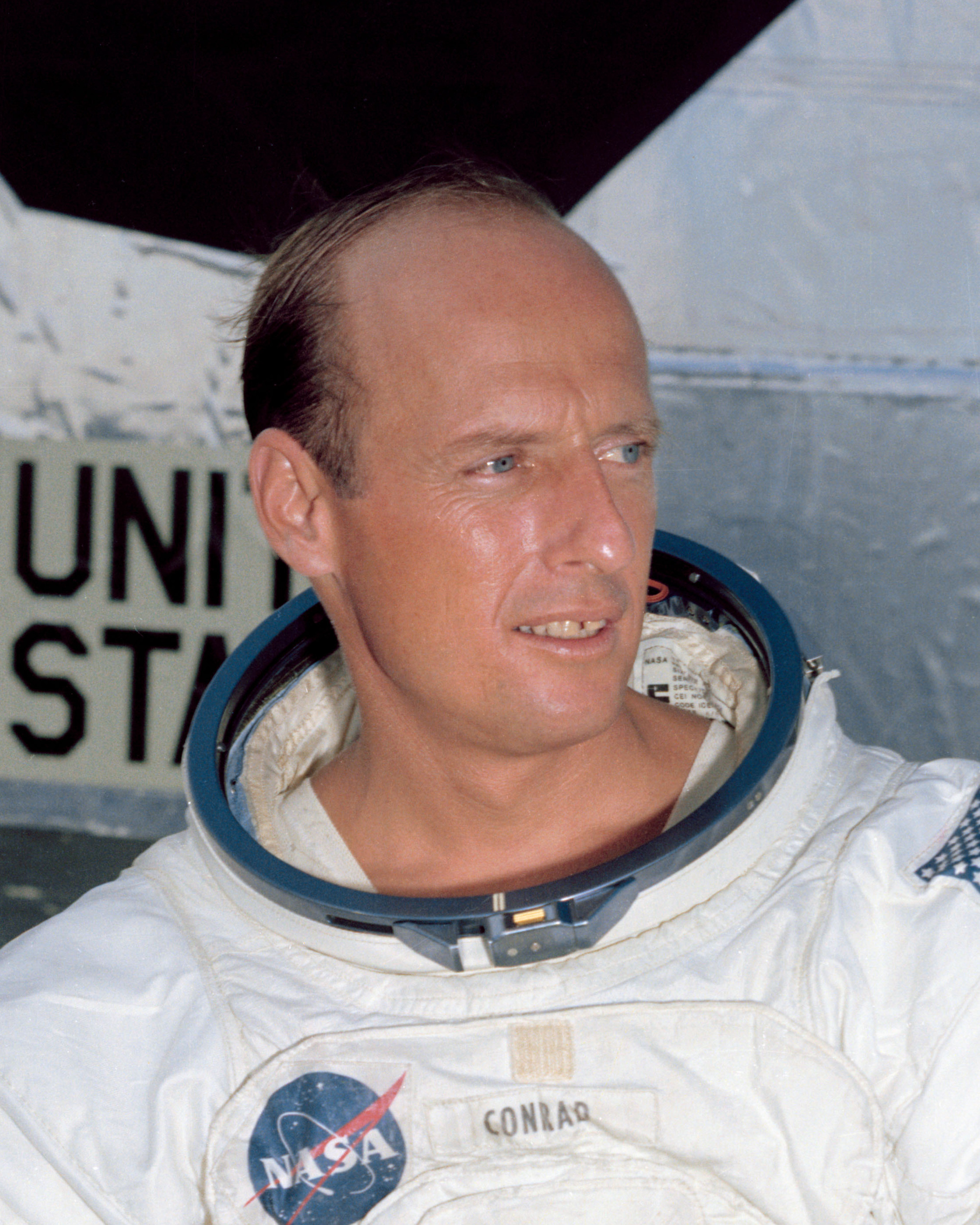
Pete Conrad (1930–1999)

- Conrad, Peter (1850–1914), Schweizer Politiker
- Conrad, Peter (1945–2024), US-amerikanischer Soziologe und Hochschullehrer
- Conrad, Rainer (1940–2013), deutscher Jurist, Vizepräsident des Bayerischen Obersten Rechnungshofs
- Conrad, Ralf (* 1949), deutscher Mikrobiologe
- Conrad, Ralph (* 1956), deutscher Fußballspieler und -trainer
- Conrad, Reinaldo (* 1942), brasilianischer Segler
- Conrad, Robert (1935–2020), US-amerikanischer SchauspielerRobert Conrad (1935–2020)

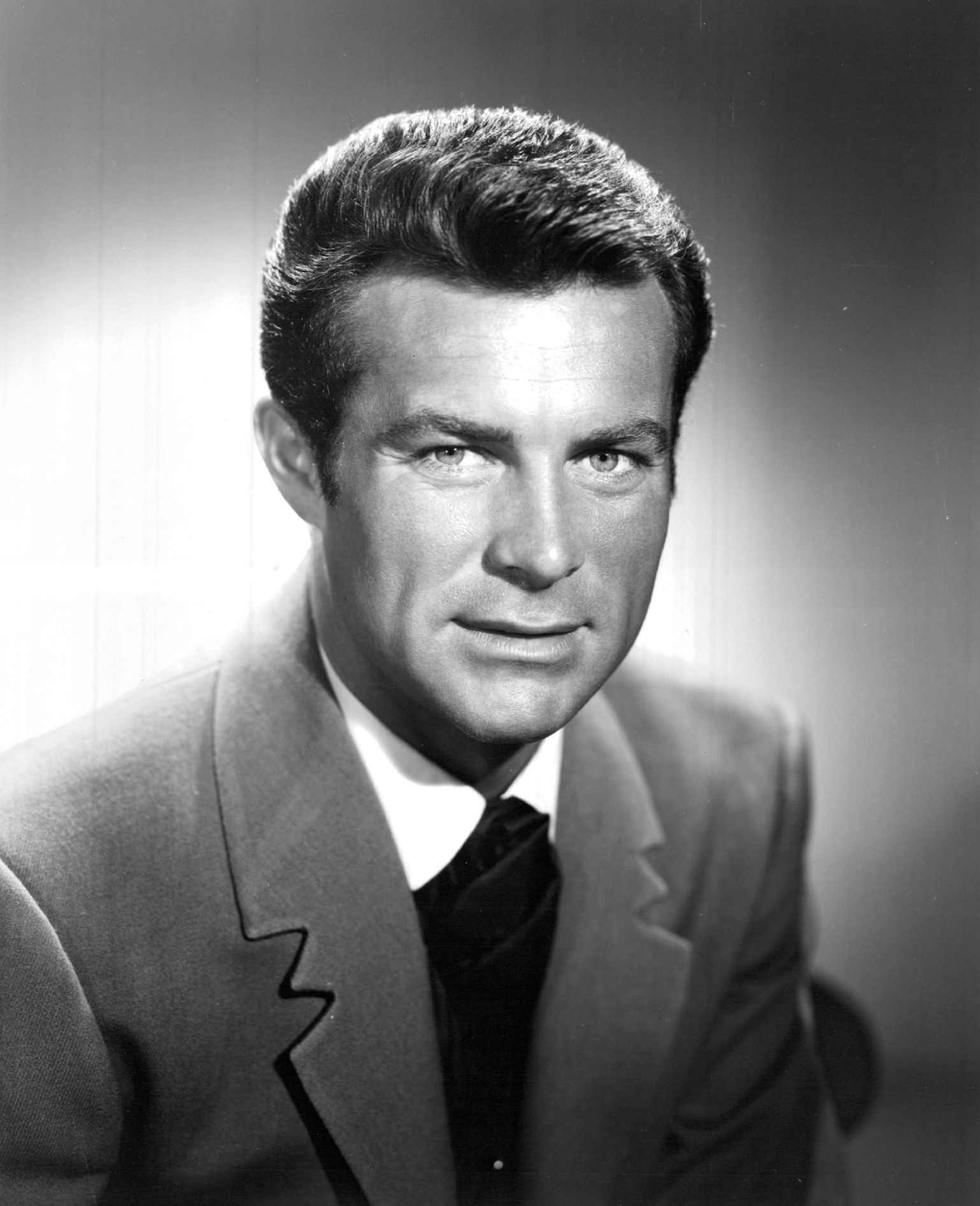
Robert Conrad (1935–2020)

- Conrad, Robert (1962–2023), deutscher Architekturfotograf und Bauhistoriker
- Conrad, Robert Dexter (1905–1949), US-amerikanischer Marineoffizier
- Conrad, Rudi (1934–2000), deutscher Slawist, Sprachwissenschaftler und Hochschullehrer
- Conrad, Ruth (* 1968), deutsche evangelische Theologin
- Conrad, Sarah (* 1985), kanadische Snowboarderin
- Conrad, Scott, US-amerikanischer Filmeditor
- Conrad, Sebastian (* 1966), deutscher Historiker
- Conrad, Silas A. (1840–1913), US-amerikanischer Politiker
- Conrad, Steve (* 1968), US-amerikanischer Drehbuchautor, Filmproduzent und Regisseur
- Conrad, Susanne (* 1958), deutsche Journalistin und Fernsehmoderatorin
- Conrad, Sven Leo (* 1972), deutscher römisch-katholischer Priester, Mitglied der Priesterbruderschaft St. Petrus
- Conrad, Thaddäus (1826–1895), deutscher Gutsbesitzer und Politiker (Zentrum), MdR
- Conrad, Theodor (1881–1969), deutscher Philosoph
- Conrad, Theodor Hugo (1886–1960), Gewerkschafter und Abgeordneter des Provinziallandtages der Provinz Hessen-Nassau
- Conrad, Timothy Abbott (1803–1877), US-amerikanischer Geologe, Paläontologe und Malakologe
- Conrad, Tony (1940–2016), US-amerikanischer Film- und Videokünstler
- Conrad, Victor (1876–1962), österreichisch-amerikanischer Klimatologe und Geophysiker (Seismologe)
- Conrad, Walter (1892–1970), deutscher Politiker (FDP), MdA
- Conrad, Walter (* 1921), deutscher Gewerkschafter (FDGB), Abgeordneter der Volkskammer
- Conrad, Walter (1922–2006), deutscher Schriftsteller, Fachbuchautor und Erzähler
- Conrad, Wilhelm (1822–1899), deutscher Bankier und Grundbesitzer
- Conrad, Wilhelm (1911–1971), deutscher Volkswirt und Politiker (SPD), MdL, hessischer Staatsminister
- Conrad, Willi (1923–2012), deutscher Fußballspieler
- Conrad, William (1920–1994), US-amerikanischer Schauspieler
- Conrad-Eybesfeld, Walter (1888–1967), österreichischer Diplomat
- Conrad-Martius, Hedwig (1888–1966), deutsche Philosophin und Phänomenologin
- Conrad-Petersen, Mads (* 1988), dänischer Badmintonspieler
- Conrad-Ramlo, Marie (1850–1921), deutsche Theaterschauspielerin und Schriftstellerin
- Conräder, Georg (1838–1911), deutscher Historien- und Porträtmaler
- Conradi, deutsche Opernsängerin
- Conradi, Albrecht Heinrich Carl († 1774), deutscher Bauverwalter und Kartograf
- Conradi, Andreas (1596–1667), deutscher Jurist und Stadtvogt
- Conradi, Annke (* 1965), deutsche Hochleistungs-Schwimmerin
- Conradi, Arnulf (* 1944), deutscher Verleger
- Conradi, Arthur (1813–1868), württembergischer Kaufmann in Stuttgart, Landtagsabgeordneter
- Conradi, August (1821–1873), deutscher Komponist, Organist und Kapellmeister
- Conradi, Bent (1932–2024), dänischer Schauspieler
- Conradi, Carl (1809–1882), deutscher Baumeister
- Conradi, Carl (1874–1959), deutscher Architekt
- Conradi, Casimir (1784–1849), deutscher Theologe und theologisch-philosophischer Schriftsteller
- Conradi, Elisabeth (* 1964), deutsche Politik- und Gesellschaftstheoretikerin
- Conradi, Emilie (1822–1888), Schwester von Karl Marx
- Conradi, Erwin (* 1935), deutscher Manager
- Conradi, Franz Karl (1701–1748), deutscher Rechtswissenschaftler
- Conradi, Friedrich (1671–1750), deutscher Baumeister und Ingenieur
- Conradi, Friedrich Franz (1828–1911), hessischer Richter und Politiker, Landtagsabgeordneter Großherzogtum Hessen
- Conradi, Georg Andreas (1659–1718), deutscher Jurist
- Conradi, Georg Christoph (1767–1798), deutscher Mediziner
- Conradi, Georg Johannes (1679–1747), deutscher lutherischer Theologe
- Conradi, Gustav (1852–1926), deutscher Theaterschauspieler
- Conradi, Hans (1886–1956), deutscher Filmproduktionsleiter, Herstellungsleiter, Regisseur, Filmeditor, Tontechniker und Schauspieler
- Conradi, Heinrich (1876–1943), deutscher Bakteriologe und Hygieniker
- Conradi, Heinz (1922–2004), deutscher Fußballspieler
- Conradi, Helmuth (1903–1973), deutscher Architekt
- Conradi, Hermann (1862–1890), deutscher Schriftsteller
- Conradi, Inge (1907–1990), deutsche Schauspielerin
- Conradi, Israel (1634–1715), polnischer Arzt und Naturforscher
- Conradi, Joachim, deutscher Kirchenrechtler, Rektor der Universität Greifswald
- Conradi, Johan Gottfried (1820–1896), norwegischer Komponist
- Conradi, Johann (1815–1859), deutscher Opernsänger (Bass)
- Conradi, Johann Georg (1645–1699), deutscher Komponist und Organist
- Conradi, Johann Ludwig (1730–1785), deutscher Jurist
- Conradi, Johann Wilhelm Heinrich (1780–1861), deutscher Mediziner
- Conradi, Julius (1805–1889), Theaterschauspieler und Leiter einer Theaterschule
- Conradi, Kåre (* 1972), norwegischer SchauspielerKåre Conradi (* 1972)

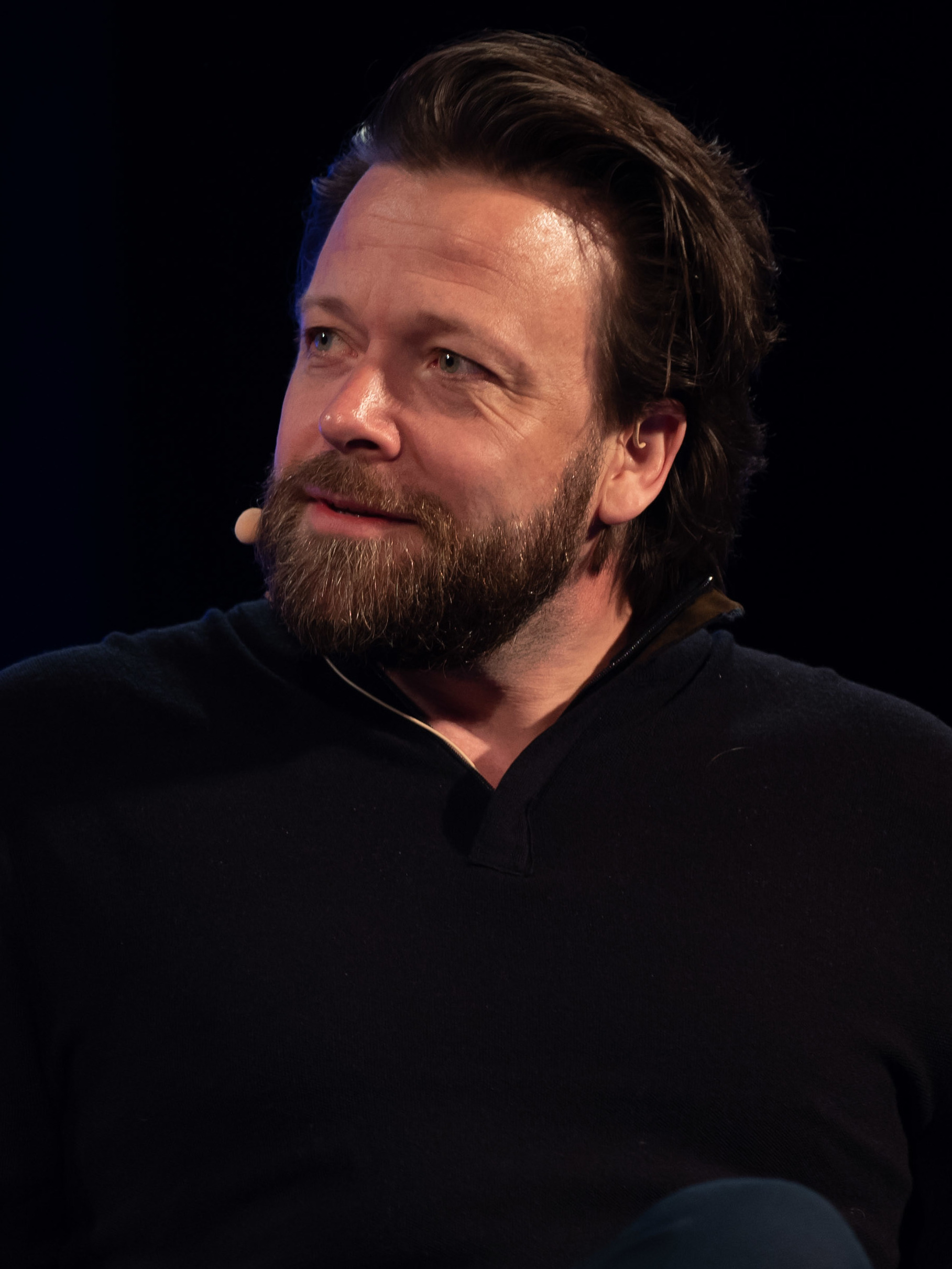
Kåre Conradi (* 1972)

- Conradi, Kurt (1924–2014), deutscher Schauspieler
- Conradi, Leopold (1776–1839), deutscher Kaufmann
- Conradi, Ludwig Richard (1856–1939), deutscher Missionar der Gemeinschaft der Siebenten-Tags-Adventisten
- Conradi, Peter (1932–2016), deutscher Politiker (SPD), MdB
- Conradi, Petrus († 1561), deutscher Theologe und Domdechant am Havelberger Dom
- Conradi, Torsten (* 1956), deutscher Schiffbauingenieur sowie Regatta- und Tourensegler
- Conradi, Us (1928–2025), deutsche Schauspielerin und Schriftstellerin
- Conradi, Wilhelm (1816–1904), deutscher Komponist, Organist und Lehrer
- Conradi, Wilma (1905–1992), deutsche Kommunalpolitikerin, Sozialdemokratin und Zeitzeugin der Arbeiterbewegung
- Conradi-Horster (1870–1944), deutscher Bühnenzauberer
- Conradie, David (1879–1966), südafrikanischer Politiker und Administrator
- Conradie, Pieter (* 1994), südafrikanischer Sprinter
- Conradie, Werner (* 1982), südafrikanischer Herpetologe
- Conradin, Christian (1875–1917), Schweizer Landschaftsmaler und Lithograf
- Conradinus, Henning (1538–1590), deutscher Lehrer und Dichter
- Conrado Martina, Norberto Eugenio (1930–2001), argentinischer Ordensgeistlicher, katholischer Missionsbischof
- Conrado, Paulo (* 1991), brasilianischer Fußballspieler
- Conrads, Anna (* 1979), deutsche Politikerin (Die Linke), MdL
- Conrads, Bernhard (* 1944), deutscher Verbandsfunktionär
- Conrads, Doris (* 1949), deutsche Künstlerin
- Conrads, Heinrich (1940–2022), deutscher Ju-Jutsu- und Jiu-Jitsu-Ka
- Conrads, Heinz (1913–1986), österreichischer Schauspieler, Conférencier und Wienerlied-Interpret
- Conrads, Johannes (1680–1735), deutscher Politiker und Bürgermeister von Elberfeld
- Conrads, Johannes (1934–2005), deutscher Physiker und Hochschullehrer
- Conrads, Leonard (* 2007), deutscher SchauspielerLeonard Conrads (* 2007)

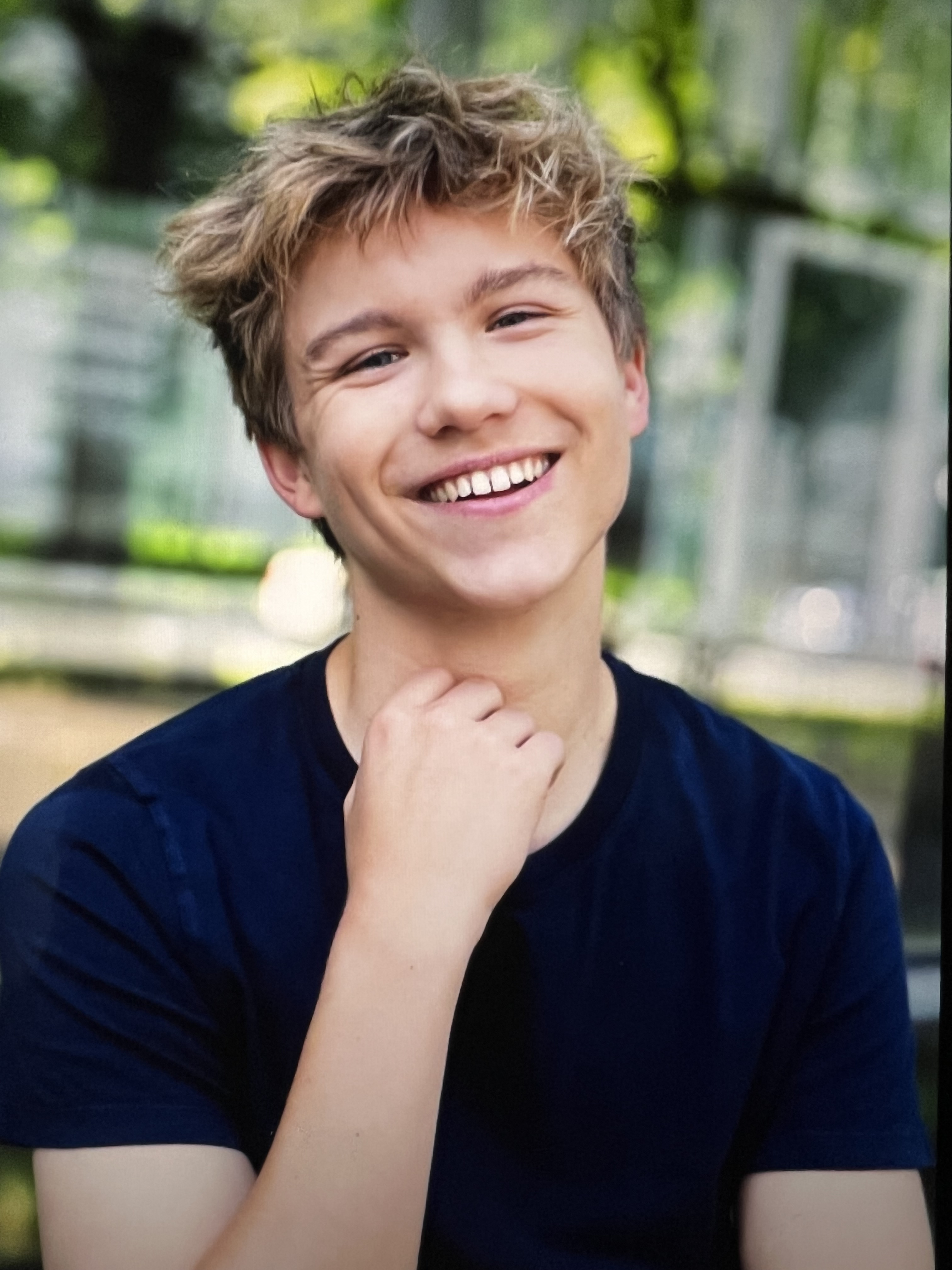
Leonard Conrads (* 2007)

- Conrads, Norbert (* 1938), deutscher Historiker und Germanist
- Conrads, Ulrich (1923–2013), deutscher Architekturkritiker
- Conradsdorf, Paul von († 1467), Hofrichter in Berlin und Landvogt der Neumark
- Conradsen, Hannelore (* 1948), deutsche Film- und Fernsehregisseurin
- Conradt, Dirk-Michael (* 1951), deutscher Motorjournalist
- Conradt, Gerd (* 1941), deutscher Kameramann, Regisseur, Autor und Dozent für Videopraxis
- Conradt, Karl (1847–1922), deutscher Klassischer Philologe und Gymnasiallehrer
- Conradt, Ludwig (1853–1920), deutscher Händler, Farmer und Gelegenheitsdichter in Südwestafrika
- Conradt, Max (* 1871), deutscher Politiker (DNVP), MdL
- Conradt, Otto (1897–1969), deutscher Journalist, Schriftsteller und Edelsteinschleifer
- Conradt, Uwe (* 1977), deutscher Politiker (CDU), MdL SaarlandUwe Conradt (* 1977)

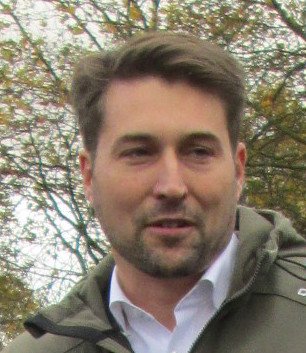
Uwe Conradt (* 1977)

- Conradty, Conrad (1827–1901), deutscher Industrieller
- Conradty, Ella (1889–1978), deutsche Unternehmerin
- Conradus von Cochem († 1717), deutscher Benediktiner und Abt von St. Pantaleon
- Conradus, Johannes (1581–1648), deutscher Jurist und Ratssekretär der Hansestadt Lübeck
- Conrady, Alexander (* 1875), deutscher Historiker
- Conrady, Alexander (1903–1983), deutscher Generalmajor im Zweiten Weltkrieg
- Conrady, August (1864–1925), deutscher Sinologe
- Conrady, Elisabeth (* 1937), deutsche Politikerin (SPD), MdL
- Conrady, Emil von (1827–1905), preußischer General der Infanterie
- Conrady, Hans-Walter (1909–1980), deutscher Jurist und Kommunalpolitiker
- Conrady, Karl Otto (1926–2020), deutscher Literarhistoriker und Politiker (SPD), MdL
- Conrady, Otto (1904–1943), deutscher Jurist
- Conrady, Peter (* 1944), deutscher Literaturwissenschaftler
- Conrady, Wilhelm (1829–1903), deutscher Archäologe

#### Conran
- Conran, Kerry (* 1964), US-amerikanischer Filmregisseur und Drehbuchautor
- Conran, Shirley (1932–2024), britische Romanschriftstellerin und Journalistin
- Conran, Terence (1931–2020), britischer Designer, Möbelhersteller und -händler sowie Restaurantbesitzer

#### Conrar
- Conrart, Valentin (1603–1675), französischer Schriftsteller und Gründungsmitglied der Académie française

#### Conrat
- Conrat, Max (1848–1911), deutscher Rechtshistoriker
- Conrath, Barthold (1657–1719), deutscher Maler
- Conrath, Ida (1902–1965), deutsche Schriftstellerin und Mundartdichterin
- Conrath, Jean Geoffroy (1824–1892), deutsch-französischer Architekt und Stadtplaner
- Conrath, Karl (1910–1992), deutscher Heimatschriftsteller
- Conrath, Martin (* 1959), deutscher Schriftsteller
- Conrath, Paul (1896–1979), deutscher Offizier und General der Fallschirmtruppe im Zweiten Weltkrieg
- Conrath, Rudolf (1887–1968), deutscher Landrat und Badkommissar in Bad Kissingen
- Conrath, Uwe (* 1961), deutscher Pflanzenbiologe und Dozent
- Conraths, Franz J. (* 1956), deutscher TierarztFranz J. Conraths (* 1956)

Franz J. Conraths (* 1956)

#### Conrau
- Conrau, Gustav (1865–1899), deutscher Handelsagent, Entdecker und Sammler

### Conre
- Conrero, Virgilio (1918–1990), italienischer Automobilingenieur, Unternehmer und Rennstallmanager
- Conrey, J. Brian (* 1955), US-amerikanischer Mathematiker

### Conri
- Conricus, Jonathan (* 1979), schwedisch-israelischer politischer Funktionär
- Conried, Hans (1917–1982), US-amerikanischer Synchronsprecher sowie Film-, Fernseh- und Bühnenschauspieler
- Conried, Heinrich (1855–1909), österreichischer Schauspieler, Theaterleiter und Direktor der Metropolitan Opera in New York (1903–1907)
- Conring, August von (1865–1929), deutscher Kunstmaler und Insektenkundler
- Conring, Christian Bernhard (1767–1844), Jurist und Bürgermeister von Aurich
- Conring, Enno von (1829–1886), preußischer Generalmajor
- Conring, Friedrich Franz von (1873–1965), deutscher Schriftsteller
- Conring, Gustav von (1825–1898), preußischer Generalleutnant
- Conring, Hajo (1616–1666), ostfriesischer Jurist und Vizehofrichter
- Conring, Hermann (1606–1681), Polyhistor, Leibarzt der Königin Christina v. Schweden, dänischer Staatsrat und Leiter des bremen-verdischen Archivs in Stade
- Conring, Hermann (1894–1989), deutscher Politiker (CDU), MdL, MdB
- Conring, Hermann Justus von (1763–1809), preußischer Regierungsrat
- Conring, Ida Maria von (1855–1928), deutsche Schriftstellerin
- Conring, Louise (1824–1891), dänische Krankenschwester, Diakonisse und Oberin
- Conriquez, Luis R. (* 1996), mexikanischer Corridossänger

### Conro
- Conroux, Nicolas (1770–1813), französischer General der Infanterie
- Conrow, Aaron H. (1824–1865), US-amerikanischer Jurist, Politiker und Offizier in der Konföderiertenarmee
- Conroy, Anthony (1895–1978), US-amerikanischer Eishockeyspieler
- Conroy, Caroline, irische Politikerin
- Conroy, Craig (* 1971), US-amerikanischer Eishockeyspieler und -funktionär
- Conroy, Frances (* 1953), US-amerikanische Film- und Theater-SchauspielerinFrances Conroy (* 1953)

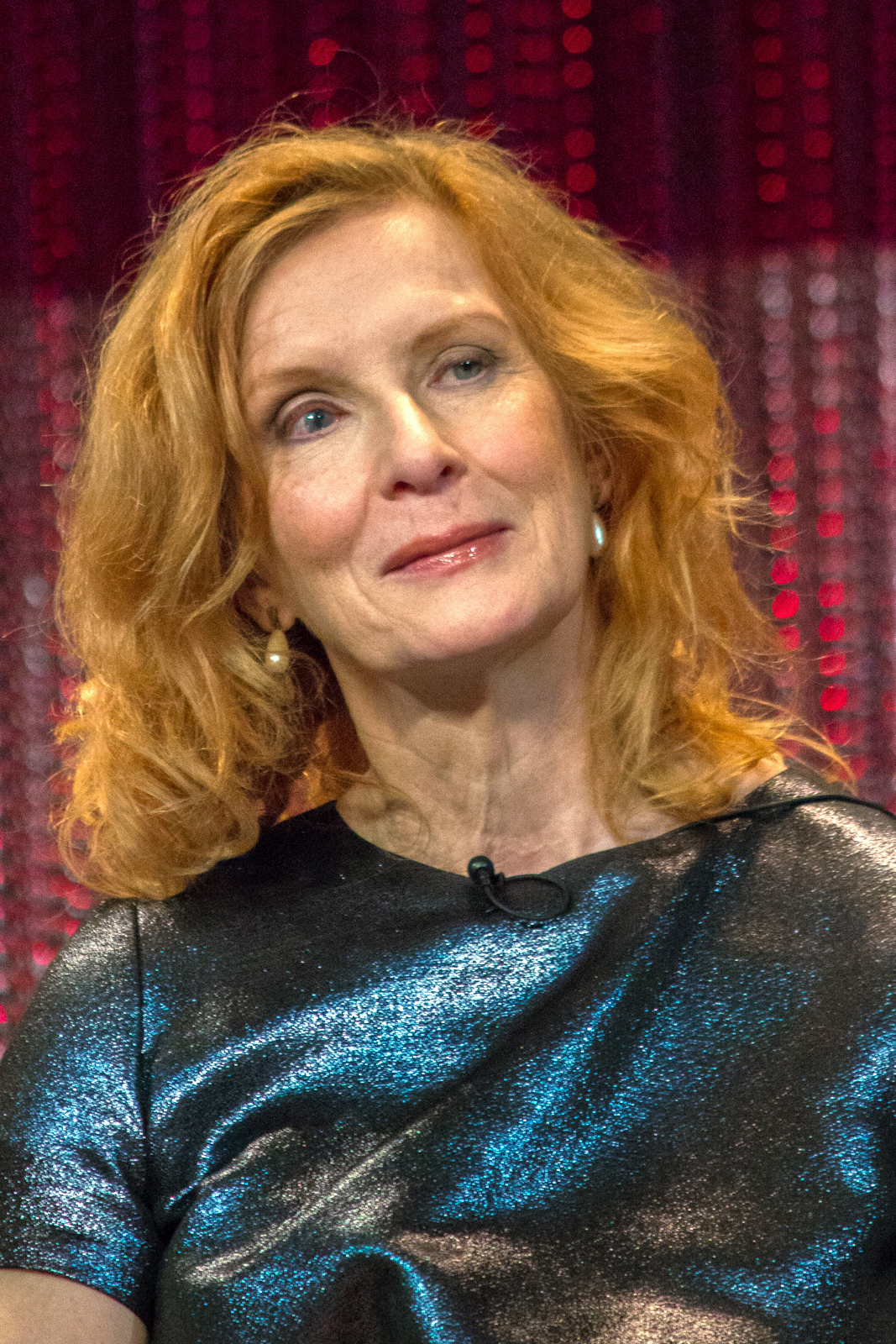
Frances Conroy (* 1953)

- Conroy, Frank (1890–1964), britischer Schauspieler
- Conroy, Frank (1936–2005), amerikanischer Schriftsteller
- Conroy, James (* 1943), irischer Bogenschütze
- Conroy, John (1786–1854), Equerry des Duke of Kent and StrathearnJohn Conroy (1786–1854)

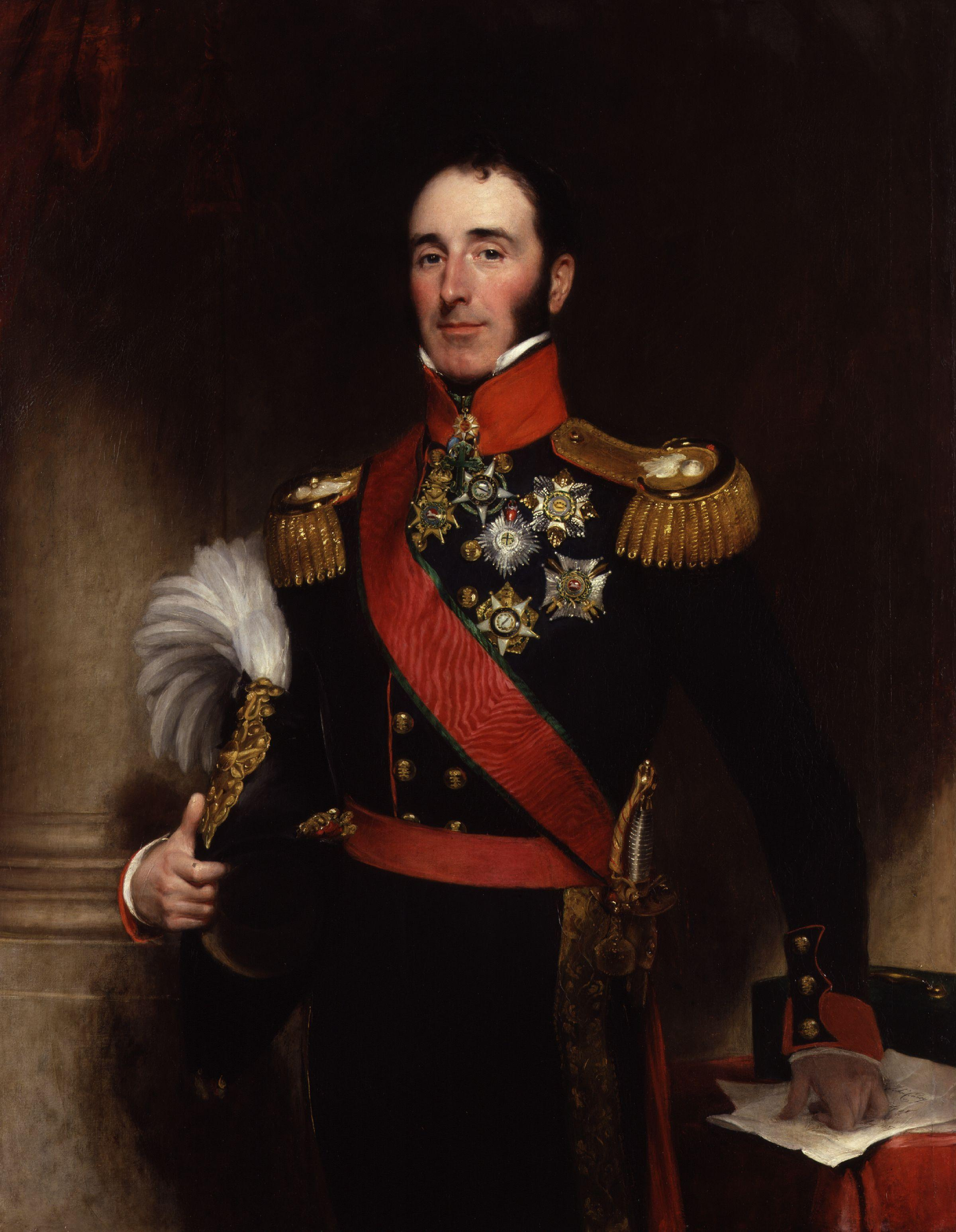
John Conroy (1786–1854)

- Conroy, John (1928–1985), britischer Hockeyspieler
- Conroy, John (* 1969), irischer Kameramann
- Conroy, John Joseph (1819–1895), irischer Geistlicher und Bischof von Albany
- Conroy, Joseph Henry (1858–1939), US-amerikanischer Geistlicher und römisch-katholischer Bischof von Ogdensburg
- Conroy, Kevin (1955–2022), US-amerikanischer Schauspieler und Synchronsprecher
- Conroy, Pat (1945–2016), US-amerikanischer Roman- und Drehbuchautor
- Conroy, Ryan (* 1987), schottischer Fußballspieler
- Conroy, Sean (* 1994), irischer Squashspieler
- Conroy, Stephen Michael (* 1963), australischer Politiker
- Conroy, Thomas R., US-amerikanischer Filmproduzent und Filmschaffender

### Conry
- Conry, Joseph A. (1868–1943), US-amerikanischer Politiker
- Conry, Kieran Thomas (* 1950), britischer Geistlicher, emeritierter Bischof von Arundel und Brighton
- Conry, Michael F. (1870–1917), US-amerikanischer Politiker